# María Luisa Vial Cox
María Luisa Vial Cox (Santiago, 1933 - Santiago, 14 de marzo de 2019) fue una profesora, escritora y educadora chilena.

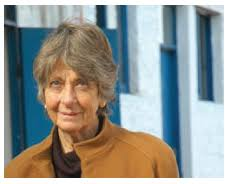

## Biografía
María Luisa Vial Cox nació del matrimonio entre Teresa Cox Balmaceda, hermana de la escritora Virginia Cox Balmaceda, y Manuel Vial Echenique, agricultor con propiedad de la Hacienda San José del Carmen.
Manuel Vial Echenique, por su familia paterna, era miembro de la Familia Vial. Por su familia materna, desciende directamente de Pedro Echenique, gobernador de Valdivia a partir de 1779y de Juan Domingo Tagle de la Cerda, miembro del Cabildo de Santiago a finales del siglo XVIII. Su tatarabuelo fue Diego Tagle Echeverría.
Teresa Cox Balmaceda, por su familia paterna, era hija del político Ricardo Cox, nieta del viajero Guillermo Eloy Cox Bustillos (autor de Viaje en las rejiones septentrionales de la Patagonia 1862-1863) y su bisnieta del médico Agustín Nataniel Miers Cox Lloyd, decano de la Facultad de Medicina de la Universidad de Chile desde su fundación. Por su familia materna, doña Teresa era nieta del diputado y senador José Vicente Balmaceda Fernández (hermano del presidente José Manuel Balmaceda e hijo de Manuel de Balmaceda Ballesteros) y bisnieta de Miguel de Zañartu Santa María
Se trasladó a Santiago de Chile para asistir al colegio Villa María Academy.
Se casó con el abogado, periodista e historiador chileno Gonzalo Vial Correa, con quien tuvo 7 hijos. Hizo clases en el Colegio Tabancura.
En la década de 1960 se trasladó a la comuna de Lo Barnechea, por ese entonces mayormente rural. La falta de oportunidades educativas para los niños del sector la llevó a fundar, junto con su marido, el colegio La Dehesa para niñas, antecedente del actual Colegio San Rafael, dependiente de la Fundación Educacional Lo Barnechea, donde estudian más de 800 alumnos, con la misión de "dar una oportunidad real de educación a niños de escasos recursos para que, con esta herramienta puedan romper el círculo de la pobreza, puedan desarrollar sus talentos y capacidades, descubrir su vocación y servir a Dios, su familia y su patria". La Fundación recibiría el Premio Icare por "el trabajo que realiza en beneficio de los niños de escasos recursos".
Recibió el Premio Trayectoria Clásica de la Fundación Mustakis, "que reconoce a personas que a través de su labor realizan un aporte al desarrollo, divulgación y estudio de la cultura greco-romana en nuestro país".
Recibió la Condecoración Cruz Apóstol Santiago el año 2014, que se entrega por "el sobresaliente testimonio de amor a Jesucristo y a su Iglesia, como verdaderos discípulos y misioneros suyos, y los valiosos servicios prestados a la Iglesia de Santiago, en diversos campos, como la evangelización, la pastoral, la promoción humana, la educación católica y en la caridad".
Recibió el premio Mujer Mujer Impacta el año 2014.
Su principal interés educativo fue la promoción de la lectura, señalando en una entrevista que "(...) hay que preocuparse de incentivar al niño en la lectura desde un primer momento. Eso se puede, porque si al niño se le cuentan las historias y se les asocia a sus intereses. es muy probable que le pongan mas empeño. Además hay que presentarles los libros: como el librero. poner los textos sobre la mesa, para que los niños los vean, los puedan tocar y se recomienden entre si". En otra ocasión, acerca de la lectura: "Este gusto se cultiva por modelo.  Requiere conquista por contagio, libros libremente elegidos y propuestos; adecuados al momento y a la persona determinada. Que la obra provenga de verdaderos artistas".
Junto con Magdalena Vial Urrejola (esposa del escritor Carlos Ruiz-Tagle y madre de Pablo Ruiz-Tagle, decano de la Facultad de Derecho de la Universidad de Chile) realizó una recopilación de cuentos tradicionales para niños.
Junto con Gabriela Andrade Berisso, colaboró en los libros "Los mitos de los dioses griegos" y "Los mitos de los héroes griegos".
Viuda desde el 2009, falleció el año 2019 en su casa de Lo Barnechea. Fue enterrada junto a su esposo en el Cementerio Católico de Santiago.